# Ахилеас Папайоану
Ахилеас Папайоану (на гръцки: Αχιλλέας Παπαϊωάννου) е гръцки комунистически деец.

## Биография

### Ранни години
Роден е на 4 май 1918 година в костурското село Калевища, Гърция. Седми син е от общо десет на поп Яни Кочов (Йоанис Коцопулос), деец на Гръцката въоръжена пропаганда в Македония. През май 1939 година Ахилеас Папайоану записва училището за запасни офицери на Сирос. През март 1940 година е назначен в 37-и пехотен полк в Кръстополе (Ставруполи), Ксанти, като втори лейтенант. През същата година служи като адютант в 14-а дивизия в Ксанти.

### Във Втората световна война
С избухването на Итало-гръцката война, той подава молба за преместване на Албанския фронт и се присъединява към 5-и батальон на 41-ви пехотен полк. На Албанския фронт е ранен на планината Морава като командир на взвод.
След германското нашествие и рухването на Албанския фронт, на 7 април 1941 година се сражава с германски парашутисти при Валовищки бани на гръцко-българската граница, където е тежко ранен. Възстановява се във Военната болница в Сяр и е прехвърлен в затворническия лагер в тютюневия склад „Глен“ в Сяр, откъдето избягва и първо пристига в Солун, а след това в Калевища.
През октомври 1942 година той сформира въоръжена група за национална съпротива с калевищените Христо Кочов (Христос Коцопулос), Апостол Вельов (Апостолос Велиу) и Ахил Герсов (Ахилеас Герсу). Член е на Комунистическата партия на Гърция. На 3 март 1943 година като командир на част на ЕЛАС и заедно с други партизански корпуси от щаба на Грамос участва в кампанията за овладяване на Хрупища и води битки на 5 и 7 същия месец при Света Неделя с части от италианска бронирана дивизия. По-късно става командир на рота, а в края на 1944 година командир на батальон на ЕЛАС, в 28-и леринско-костурски полк, като участва в много битки с германци, български четници от Охрана и колаборационистите от ПАО в Костурско и Леринско, Гревенско и Кожанско. На 29 октомври 1944 година той влиза като командир на батальон на 28-и полк на ЕЛАС в Солун след ожесточени битки с германците в Неа Пела, Пласничево (Крия Вриси) и Илиджиево (Халкидона). Участва в битката при Кукуш и в разгрома на Андон Чауш. По време на окупацията е ранен три пъти. През февруари 1945 година след Споразумението от Варкиза предава оръжията си в Сятища и се връща в Калевища.

### В Гражданската война
На 10 март 1945 година е направен опит за убийството му. Избягва в Албания и Югославия. През август 1946 година става водач на партизанска част в Грамос и докато бушува Гражданската война. През октомври същата година поема поста заместник-началник на щаба на Грамос на Демократичната армия на Гърция начело с Георгиос Янулис. Командир е на 588-и батальон и 103-та бригада. Участва в много битки от Гражданската война, в които е ранен още три пъти.

### В Съветския съюз
След разгрома на ДАГ, през август 1949 година се оттегля със своята бригада в Албания, а оттам през октомври 1949 година с руски товарен кораб е откаран в Съветския съюз. Там завършва в 1955 година Висшето училище за политическа икономия в Ташкент, където се жени за Димитра Димиропулу от Негуш, също партизанка и политическа емигрантка. В 1956 година той се противопоставя на решенията на Шестия пленум на КПГ и след събитията в Ташкент, е изгонен от новото ръководство на партията и в 1962 година е изпратен като захариадист в лагер на остров Муинак на Аралско море, а след това в оазис в пустинята Къзълкум, в село Хонзейнли. През октомври 1962 година заточен в Сибир, успява да се срещне с Никос Захариадис. В 1966 година успява да избяга от Сибир, но е арестуван от съветската милиция. Затворен е в Ташкент и три пъти съден от по обвинение в „хулиганство“.

### Във Федерална Югославия
На 1 април 1972 година Папайоану избяга от Съветския съюз във Федерална Югославия и се установява в Скопие. Там обаче се противопоставя на македонистките политики на режима и защитава гърцизма на егейските македонци. Бит е и е задържан от Управлението за държавна сигурност.

### Последни години в Гърция
На 3 октомври 1983 година е репатриран със семейството си в Солун. През следващите години е избран за президент на Асоциацията на репатрираните политически бежанци от съпротивата от Македония-Тракия и в 1989 година се кандидатира за кандидат за депутат от ПАСОК в ном Костур.
Умира през юли 2014 година.
От 1963 до 1970 година, докато е в Съветския съюз, пише монография за родното си село Калевища, която издава по-късно в Гърция.

## Съчинения
- Παπαϊωάννου, Αχιλλέα Ι. Η Καλή Βρύση στο πέρασμα των αιώνων (ΧΙV-ΧΧ). Ιστορική έρευνα και μελέτη.   Θεσσαλονίκη, Αυτοέκδοση, 1994. (на гръцки)